# Titularbistum Tuscamia
Tuscamia ist ein Titularbistum der römisch-katholischen Kirche.
Es geht zurück auf einen untergegangenen Bischofssitz in der gleichnamigen antiken Stadt, die in der römischen Provinz Mauretania Caesariensis (heute nördliches Algerien) lag.
| Titularbischöfe von Tuscamia |                                                 |                                                            |                   |                 |
| Nr.                          | Name                                            | Amt                                                        | von               | bis             |
| 1                            | Thomas Addis Emmet SJ                           | Apostolischer Vikar von Jamaika (Jamaika)                  | 3. Juli 1930      | 5. Oktober 1950 |
| 2                            | Maurice Schexnayder                             | Weihbischof in Lafayette (USA)                             | 11. Dezember 1950 | 13. März 1956   |
| 3                            | Lawrence Alexander Glenn                        | Weihbischof in Duluth (USA)                                | 13. Juli 1956     | 27. Januar 1960 |
| 4                            | Guido Del Mestri Titularerzbischof pro hac vice | Apostolischer Nuntius                                      | 28. Oktober 1961  | 28. Juni 1991   |
| 5                            | José Guadalupe Martín Rábago                    | Weihbischof in Guadalajara (Mexiko)                        | 15. April 1992    | 23. August 1995 |
| 6                            | Filippo Santoro                                 | Weihbischof in São Sebastião do Rio de Janeiro (Brasilien) | 10. April 1996    | 12. Mai 2004    |
| 7                            | Antônio Augusto Dias Duarte                     | Weihbischof in São Sebastião do Rio de Janeiro (Brasilien) | 12. Januar 2005   |                 |